# Pyhäjärvi (sjö i Finland, Lappland, lat 67,68, long 24,37)
Pyhäjärvi är en sjö i Finland. Den ligger i kommunen Kittilä i landskapet Lappland, i den norra delen av landet, 800 km norr om huvudstaden Helsingfors. Pyhäjärvi ligger 243 meter över havet. Arean är 88,5 hektar och strandlinjen är 5,31 kilometer lång. Sjön  ingår i Kemi älvs huvudavrinningsområde.   Den sträcker sig 2,5 kilometer i nord-sydlig riktning, och 0,7 kilometer i öst-västlig riktning.